# Attentat auf Polizisten in Dallas am 7. Juli 2016
Bei dem Attentat auf Polizisten in Dallas im US-Bundesstaat Texas wurden am 7. Juli 2016 von dem Attentäter Micah Xavier Johnson fünf Polizisten getötet und sieben Polizisten sowie zwei weitere Personen verletzt. Das Attentat ist der bislang schwerste gezielte Angriff auf Sicherheitskräfte in den Vereinigten Staaten und das Ereignis mit der höchsten Zahl an Todesopfern aus den Reihen der US-amerikanischen Polizei seit den Terroranschlägen am 11. September 2001.

## Hintergrund
Das Attentat wurde während einer vom Next Generation Action Network organisierten Demonstration verübt, die wegen zweier in Louisiana und Minnesota innerhalb von 48 Stunden durch Polizisten erschossener Afroamerikaner abgehalten wurde. Bei diesen beiden Todesfällen, von denen Videos im Internet veröffentlicht wurden, wird von den Demonstranten rassistisch motivierte und unverhältnismäßige Polizeigewalt vermutet. Die Demonstration war Teil der Bewegung Black Lives Matter.

## Tathergang
Der Attentäter Micah Xavier Johnson eröffnete gegen 20:58 Uhr Ortszeit (03:58 Uhr MESZ) aus dem Hinterhalt das Feuer auf im Belo Garden Park während der Demonstration anwesende Polizisten. Ein Augenzeuge berichtet von Schüssen aus sehr kurzer Distanz auf einen der Polizisten, als dieser um eine Ecke kam. Durch die Schüsse wurden fünf Polizisten getötet und sieben Polizisten sowie zwei weitere Personen verletzt. Eine verdächtige Frau wurde in einem Parkhaus gestellt.
Johnson drohte damit, dass in dem Parkhaus Sprengladungen platziert wären. Mindestens ein verdächtiger Gegenstand wurde von einer Bombenentschärfungseinheit der Polizei gesichert.
Johnson wurde schließlich durch eine Explosion mittels Sprengstoff getötet, der von einem ferngesteuerten Militärroboter (Unmanned ground combat vehicles, Marcbot) durch die Polizei in seine Nähe gebracht worden war. Nach Einschätzung von Peter W. Singer sei es der erste tödliche Einsatz eines solchen Roboters durch die Polizei in den USA gewesen.

## Täter
Micah Xavier Johnson war zur Tatzeit 25 Jahre alt und lebte in Mesquite. Die United States Army gab bekannt, dass Johnson von März 2009 bis April 2015 Reservist gewesen sei und den Rang eines Private First Class erlangt habe. Seine Military Occupation Specialty (MOS) sei das Zimmerer- und Maurerhandwerk („carpentry and masonry“) gewesen. Von November 2013 bis Juli 2014 sei er nach Afghanistan entsandt worden. Nach Angaben des Polizeichefs von Dallas, David Brown, habe Johnson gesagt, dass er Weiße umbringen wollte. Von Johnson sind verschiedene Sympathiebekundungen zu radikalen schwarzen Bewegungen wie Black Power, Black Liberation Army und New Black Panther Party dokumentiert. Bei der Durchsuchung seiner Wohnung seien Gewehre und andere Waffen, paramilitärisches Material, Bombenbauzubehör, Schutzwesten, Munition, ein Handbuch für den bewaffneten Kampf sowie afro-nationalistische Schriften gefunden worden.